# Чопуль
Чопуль (перс. چپول) — село в Ірані, у дегестані Сардар-е-Джанґаль, у бахші Сардар-е-Джанґаль, шагрестані Фуман остану Ґілян. За даними перепису 2006 року, його населення становило 199 осіб, що проживали у складі 50 сімей.

## Клімат
Середня річна температура становить 13,87°C, середня максимальна – 28,09°C, а середня мінімальна – -0,11°C. Середня річна кількість опадів – 619 мм.
| Клімат поселення                              | Клімат поселення | Клімат поселення | Клімат поселення | Клімат поселення | Клімат поселення | Клімат поселення | Клімат поселення | Клімат поселення | Клімат поселення | Клімат поселення | Клімат поселення | Клімат поселення | Клімат поселення |
| Показник                                      | Січ.             | Лют.             | Бер.             | Квіт.            | Трав.            | Черв.            | Лип.             | Серп.            | Вер.             | Жовт.            | Лист.            | Груд.            |                  |
| Середній максимум, °C                         | 11,85            | 11,51            | 12,41            | 16,80            | 20,64            | 26,48            | 28,09            | 27,93            | 23,16            | 20,24            | 16,17            | 12,27            |                  |
| Середня температура, °C                       | 6,04             | 5,70             | 6,61             | 11,00            | 14,83            | 20,67            | 23,72            | 23,55            | 18,78            | 15,86            | 11,79            | 7,88             |                  |
| Середній мінімум, °C                          | 0,24             | −0,11            | 0,79             | 5,20             | 9,03             | 14,85            | 19,32            | 19,18            | 14,39            | 11,48            | 7,40             | 3,50             |                  |
| Норма опадів, мм                              | 57               | 49               | 65               | 64               | 38               | 22               | 12               | 23               | 52               | 77               | 65               | 95               |                  |
| Середньомісячна швидкість вітру, м/с          | 2.13             | 2.32             | 2.40             | 2.37             | 2.20             | 2.14             | 2.47             | 2.25             | 1.94             | 1.97             | 2.00             | 1.94             |                  |
| Середньомісячна сонячна радіація, кДж/м²·день | 6998             | 9298             | 11442            | 15854            | 19759            | 22204            | 23028            | 19764            | 16159            | 11255            | 8702             | 6769             |                  |
| --------------------------------------------- | ---------------- | ---------------- | ---------------- | ---------------- | ---------------- | ---------------- | ---------------- | ---------------- | ---------------- | ---------------- | ---------------- | ---------------- | ---------------- |
| Джерело:                                      |                  |                  |                  |                  |                  |                  |                  |                  |                  |                  |                  |                  |                  |